# Раннонеолитен обект „Джулюница“
Раннонеолитно селище Джулюница, придобило извесност с името Раннонеолитно селище Джулюница-Смърдеш е раннонеолитен обект с приблизително датиране 6100 – 5900 пр. Хр., считано за част от така наречената културна група Копривец (най-ранната неолитна културна група от Северна България). В обектът са открити материали, който наподобяват тези от раннонеолитни обекти от района на Егейско море — Ходжа Чешме (Hoca Çeşme), части от Фикир тепе (Fikirtepe) и други такива от района на западна Анатолия - Ege Gübre, Ulucak, Çukuriçi Höyük. Обектът хоризонтална стратиграфия, като най-ранното  селище се намира на север. Датирането с AMS показва данни около 6100 – 5900 пр. Хр.
В Джулюница-Смърдеш има четири слоя от периодът ранен неолит и множество керамични находки, които са база за сравнение не само в Северна България.

## Изследователи
Разкопките са започнати от Недко Еленски през 2001г. В периода 2010/1 се създава работна група, базирана в Тюбигенския Университет, която изучава обекта. През 2014 международен екип, включващ още Таня Джанфезова и Крис Дохерти,  прубликува детайлно проучване на керамиката от селището. Техният труд обяснява и проблематиката на периода като дава подробности за керамиката открита на обекта и теории относно нейното датиране.

## Теории за неолитизация
За централна Северна България има три основни теории за неолитизация
а) от запад на изток - по поречието на Дунав.
б) от юг - през Босфора, Дарданелите, Марица и Тунджа, проходите в Странджа и Стара планина стигайки до реките Янтра и Русенски Лом
в) от изток на запад - от ареалите на Черноморието Янтра(Özdogan 2006).
По всяка вероятно обаче причините са комплексни, но на лице са данни на раннонеолитни селища в Централна и Североизточна България.
Ранният неолитен период в Бъклгария се характеризира с монохромна керамика, сладвана от рисувана такава с бяла боя върху червено. За фазите пре-Караново или Копривец са характерни тъмно полираните съдове и липсата на бяла окраска. Тъй като най-ранният слой в Джулюница съдържа точно такава керамика, се смята от някои автори за ключово място за датиране на ранната неолитизация в България, но не трябва да пропускаме и оспорването на наличие на монохромна фаза като цяло в България, поради липса на достатъчно археологически материал.

## Неолитизационен елемент в керамиката
Материалите които се откриват в най-ранният слой в Джулюница са тъмно рисувана керамика, черно или тъмно полирана керамика. Във вторият слой се открива бяло върху червено рисувана керамика,
Необходими са допълнителни проучвания на обектът за да може да бъдат открити още доказателства за неговата значимост зо неолитизацията на Балканите.